# لشکر پیاده مکانیزه پایتخت (کره جنوبی)
لشکر پیاده مکانیزه پایتخت کره جنوبی (کره‌ای: 수도기계화보병사단) لشکر پیاده‌نظام مکانیزه نیروی زمینی جمهوری کره است، که در سال ۱۹۴۸ تأسیس شد. ستاد فرماندهی و پادگان لشکر پایتخت در شهر گپیونگ، استان گیونگ‌گی قرار دارد.
لشکر پیاده مکانیزه پایتخت در حال حاضر یکی از ۶ لشکر پیاده‌نظام مکانیزه در ارتش جمهوری کره است. این لشکر بخشی از سپاه هفتم مانوری است که وظیفه پوشش مسیرهای منتهی به سئول از کره شمالی و عملیات ضد حمله را بر عهده دارد.
این لشکر در طول جنگ کره و جنگ ویتنام، نبردهای گسترده‌ای را تجربه کرد و در سپتامبر ۱۹۶۵ به عنوان بخشی از مشارکت جمهوری کره در تلاش جنگی ویتنام جنوبی به آنجا اعزام شد. استقرار این لشکر در سال ۱۹۶۵ زمانی امکان‌پذیر شد که در ماه اوت همان سال، مجلس ملی جمهوری کره لایحه‌ای را تصویب کرد که این اقدام را مجاز می‌دانست. عناصری از این لشکر به عنوان مشارکت جمهوری کره در "ائتلاف مشتاقان" در عراق اعزام شد.